# Dictyomorpha pythiensis
Dictyomorpha pythiensis är en svampart som först beskrevs av N. Sarkar & Dayal, och fick sitt nu gällande namn av M.W. Dick 2001. Dictyomorpha pythiensis ingår i släktet Dictyomorpha, ordningen Chytridiales, klassen Chytridiomycetes, divisionen pisksvampar och riket svampar.   Inga underarter finns listade i Catalogue of Life.